# Szlovénia magyar emlékei, látnivalói
Ez a szócikk Szlovénia magyar történelmi emlékeit, valamint a muravidéki magyarok kulturális életéhez, művészetéhez, néphagyományaihoz kötődő látnivalókat mutatja be terület és téma szerinti csoportosításban.

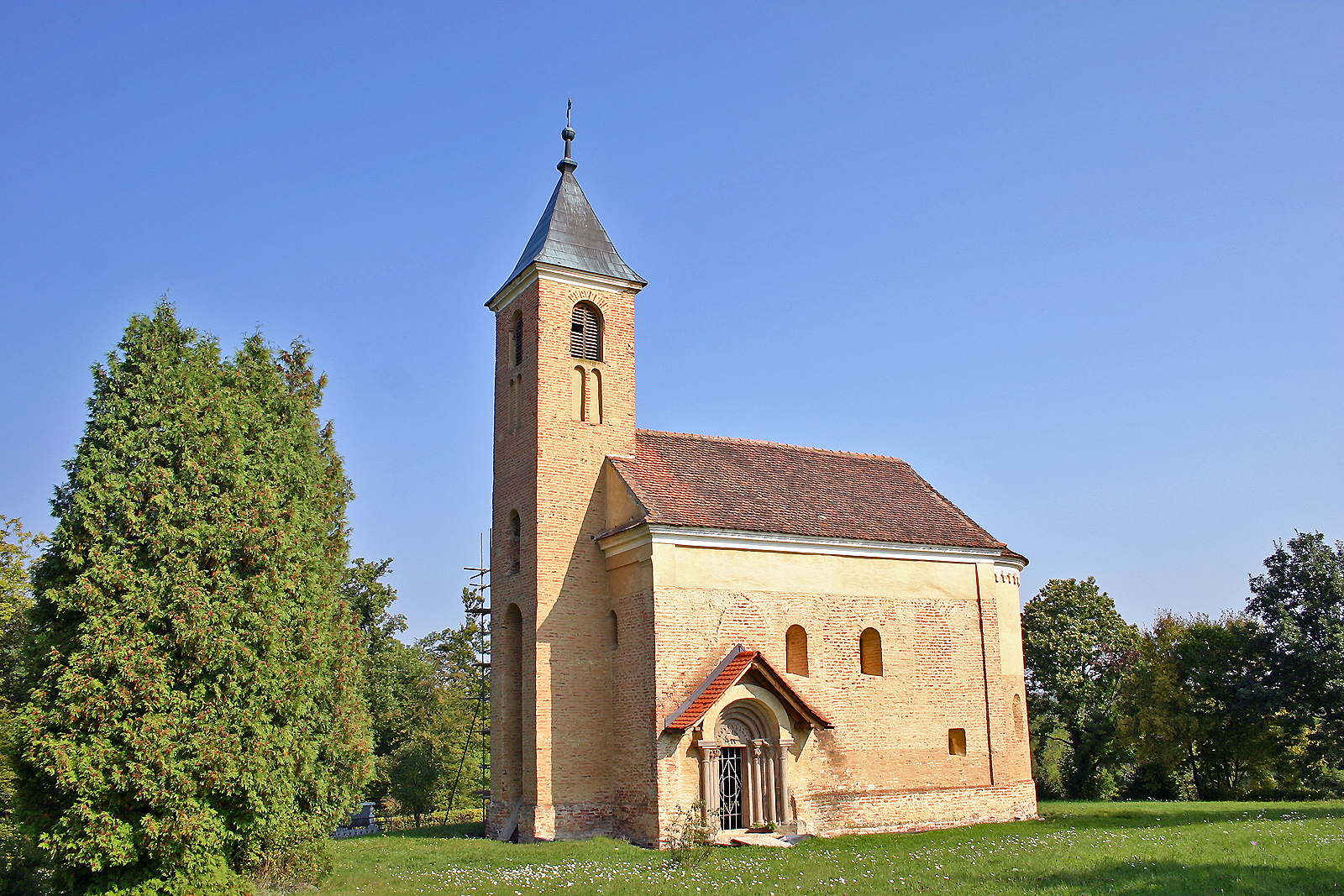
Domonkosfalva 13. századi román stílusú temploma

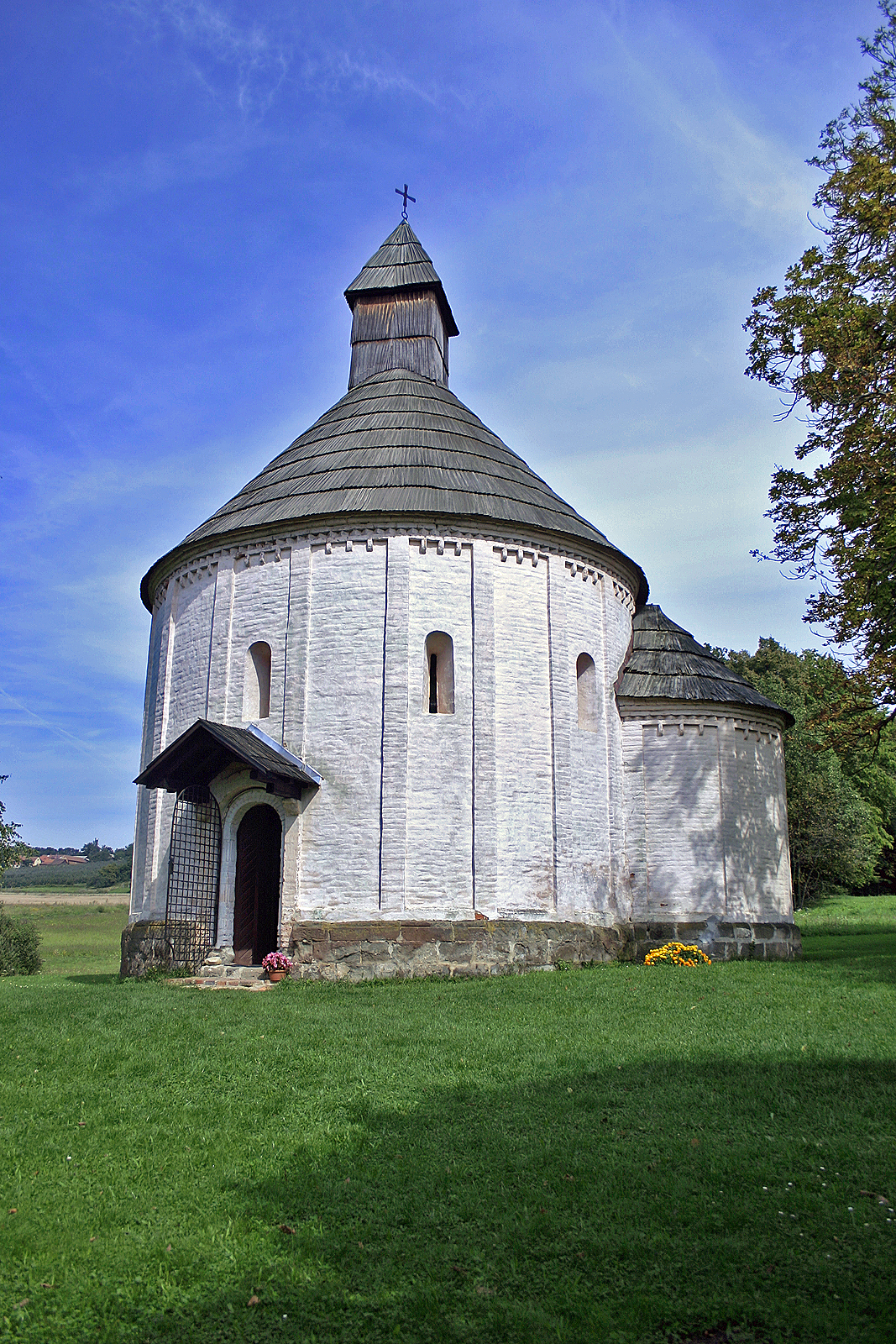
A 13. századi nagytótlaki kerektemplom, Szlovénia

Szent István király szobra Lendván

## Látnivalók település szerint

### Őrség
- Domonkosfalva: 13. századi román stílusú templom
- Felsőlendva: Nádasdy-vár
- Nagytótlak (Selo): Szent Miklós-körtemplom (kerekegyház)[2] A 13. századi román stílusú kis épület érintetlenül őrzi eredeti állapotát. Segít képet alkotni arról, milyenek lehettek Magyarország Árpád-kori templomai. Késő gótikus freskói korabeli magyar arcokat, öltözeteket mutatnak be. A kupola festményei a szivárványon álló Krisztust ábrázolják a holddal és nappal. A falakon Krisztus szenvedéstörténete és a szentek sora látható.

### Lendva-vidék
- Lendva és környéke: A város a muravidéki magyarság központja, utcáin, középületeiben természetes a magyar szó. A legfőbb látnivaló a középkori lendvai vár. Az alsólindvai Bánffyak a 16. században a magyarországi reformáció egyik központjává tették, magyar nyelvű nyomdát működtettek. Később az Eszterházy család tulajdona lett, akik a vár mai arculatát kialakították. Az épületben ma múzeum van, ahol a lendvai születésű Zala György szobrászművész szobrai, valamint a környék néprajzi, régészeti és történeti érdekességei láthatók. A közelmúltban készült el a város Makovecz Imre által tervezett látványos magyar színháza, és nemrég állították fel Szent István szobrát is.
Lendvahegy: Szentháromság-kápolna
- Bántornya: gótikus templom Aquila János freskóival, közöttük Szent László legendája

### Alsó-Mura-sík
- Muraszombat: Szapáry-kastély – Helytörténeti Múzeum
- Battyánfalva: Batthyány-kastély, kastélypark és lovascentrum
- Mártonhely: Szent Márton templom – Aquila János 14. századi freskói és önarcképe

## Látnivalók téma szerint

### Néphagyományok, népművészet
- Kapornaki tájház – néprajzi-helytörténeti gyűjtemény, ahol az Őrség népi értékeit mutatják be. A magyarországi Őriszentpéteren kívül nincsen ehhez hasonló gyűjtemény a történelmi Őrségben.
- Radamos – Hetési Helytörténeti Néprajzi gyűjtemény

## Lásd még
- Szlovéniai magyarok
- A Kárpát-medence magyar emlékei, látnivalói
- Szlovénia turizmusa